# Chiesa della Madonna di Costantinopoli (Tricase)
La chiesa della Madonna di Costantinopoli è una chiesa di Tricase, in provincia di Lecce.

## Storia
La chiesa fu edificata nel 1685 da Jacopo Francesco Arborio Gattinara, marchese di San Martino, così come riportato sull'architrave dell'ingresso principale. L'edificio è conosciuto anche come chiesa Nuova o chiesa dei Diavoli per via di un'antica leggenda, secondo la quale la chiesa fu costruita a seguito di una scommessa tra il citato marchese e il diavolo. Venne officiata per tutto il XVIII secolo; il progressivo decadere dell'edificio spinse il vescovo Masselli ad interdirla al culto nel 1878. Nel 1966 fu acquistata dall'amministrazione comunale che, agli inizi del XXI secolo, ha provveduto al restauro. 

### Esterno
Possiede un'insolita pianta ottagonale, provvista su ogni lato di una finestra centinata. Sul prospetto principale si apre il portale d'ingresso con architrave recante, al centro, l'epigrafe latina con la dedicazione, il committente e l'anno di costruzione. Al di sopra della cornice dal profilo spezzato si adagiano due volute. Un altro portale si conserva murato sul fianco destro. L'edificio è dotato di un piccolo campanile a vela.

### Interno
La spazialità interna, anch'essa ottagonale, è scandita da paraste angolari con capitelli corinzi e da arcate a tutto sesto. Sulle pareti rimangono i resti degli altari originali, un tempo corredati delle rispettive tele. Sull'altare maggiore era raffigurata la Vergine di Costantinopoli, adorata da angeli, santi e dal committente stesso; sugli altri altari i dipinti della Madonna Annunziata, di Sant'Anna, della Vergine del Carmine e di San Liborio.